# Белорусская ассоциация журналистов
Белору́сская ассоциа́ция журнали́стов (сокр. БАЖ; бел. Беларуская асацыяцыя журналістаў) — белорусская неправительственная общественная организация, объединяющая профессиональных журналистов и всех содействующих развитию журналистики в стране. Образована в 1995 году, с 1997 — ассоциированный член Международной федерации журналистов, в 2006 году прошла государственную перерегистрацию; c 2013 года — полный член EFJ. Выступает в защиту прав журналистов и принципов свободной и профессиональной журналистики, объединяя свыше 1300 членов из различных независимых изданий. В работе БАЖ опирается на «Декларацию принципов профессиональной этики журналиста», опубликованную на официальном сайте ассоциации.
Основными направлениями деятельности БАЖ являются мониторинг состояния СМИ в стране, юридическая помощь журналистам, ведение образовательных программ, инициативы по поддержке независимых медиа и т. д. БАЖ является учредителем премии «Вольнае слова» и журнала «Абажур», проводит конференции и фестивали журналистики. Является лауреатом многочисленных международных наград.
Ассоциация испытывала давление властей с начала 2000-х, журналистов неоднократно задерживали во время ведения репортажей, возбуждали против них дела об административных и уголовных нарушениях, запрещали выезд из страны, проводили обыски в офисах и домах. Летом 2021 года Министерство юстиции вынесло предупреждение БАЖ и затребовало документы и письма за 3,5 года работы ассоциации, в условиях, когда доступ к опечатанному после обыска офису был перекрыт, а часть документов изъял Следственный комитет ещё весной того же года. Минюст вынес повторное предупреждение, дав только сутки на исправление требований, после чего инициировал процедуру ликвидации и подал соответствующий иск в Верховный суд страны. 27 августа 2021 иск был удовлетворён, по решению суда БАЖ была лишена государственной регистрации. В 2023 году БАЖ была признана «экстремистским формированием».

## Деятельность
Учредительный съезд БАЖ прошёл 16 сентября 1995 года, совет ассоциации возглавила журналист Жанна Литвина. Ассоциация является одним из ведущих авторитетных источников информации о положении СМИ в Беларуси, объединяя свыше 1300 участников медиа-пространства, преимущественно из независимых негосударственных медиа. Данные мониторинга БАЖ широко используются в белорусских СМИ. Деятельность ассоциации включает юридическое консультирование журналистов, поддержку региональной прессы, сотрудничество с международными организациями. Ассоциация также оказывает преследуемым журналистам юридическую поддержку, хотя сама неоднократно становилась объектом репрессий со стороны властей. Помимо этого, велась образовательная работа: БАЖ устраивала конференции, семинары, стажировки, «круглые столы», проводила медиакампании («За историческое наследие», «За экологическое благополучие», «За качественную журналистику»). Особое внимание уделялось программам повышения профессиональной квалификации журналистов. По этому направлению БАЖ активно сотрудничало с Европейским центром журналистики (EJC), Шведским институтом (FOJO), Литовским, Датским, Норвежским союзами журналистов, Фондом Наумана и прочими организациями-партнёрами. В структуре ассоциации действовали центральный офис в Минске и 5 региональных филиалов — в Гомеле, Молодечно, Витебске, Лунинце и Могилеве.
С 2000 года БАЖ издавала профессиональный журнал «Абажур», в котором публиковались материалы о журналистской этике, работе с информацией, вопросах профессиональной ответственности и т. п. По сведениям, предоставленным самой ассоциацией, журнал рассылался в неправительственные СМИ, а также в 118 государственных газет и шесть областных телерадиовещательных компаний. «Абажур» предоставил коллегам площадку для дискуссии о роли медиа и актуальных вопросах в жизни СМИ.
В 2000 году БАЖ провела «Первый фестиваль независимой прессы», а через два года — фестиваль «День закрытых газет».
6 июня 2003 года БАЖ сформулировала «Декларацию принципов профессиональной этики журналиста», второй после Устава основной документ, на который все члены ассоциации опираются в своей деятельности. В 2006 году организация прошла государственную перерегистрацию. С 2007 года ассоциация проводила конкурс «Вольнае слова».
При БАЖ работала комиссия по этике, которая рассматривала обращения по поводу возможных нарушений кодекса профессиональной этики организации.
В 2002—2003 годах ассоциация вела общенациональную кампанию за декриминализацию трёх статей Уголовного кодекса Беларуси, которые предусматривают наказание до двух лет лишения свободы за «клевету и оскорбления в адрес президента и высокопоставленных чиновников». БАЖ набрала свыше 7000 подписей за её отмену и обратилась в Конституционный суд с предложением проверить статьи на соответствие Конституции страны.
В 2013 году БАЖ стала полным членом Европейской федерации журналистов. В 2015 году в БАЖ входило 1150 журналистов. 24 апреля на IX съезде ассоциации Андрей Бастунец был избран на пост председателя, Жанна Литвина заранее объявила, что не будет выдвигать свою кандидатуру. Заместителями председателя стали Светлана Калинкина, Александр Старикевич («Солидарность»), Михаил Янчук («Белсат») и Алина Суровец (БАЖ). В 2016 году БАЖ включили в Наблюдательный совет при ЦИК, где прежде были только представители государственных СМИ. По результатам участия, Андрей Бастунец охарактеризовал совет как формальный орган без полномочий, а его работу как «имитацию».
БАЖ оказывала разноплановую поддержку репрессированным журналистам: психологическую, юридическую, помогала освободить арестованных при выполнении профессиональной деятельности репортёров, добиться медицинской помощи отправленным в СИЗО и организовать переписку с заключёнными.
В 2014 и 2018 годах БАЖ пыталась противостоять принятию поправок в закон о СМИ, облегчавших блокировку сайтов Интернет-медиа. Ассоциация также выступала в поддержку журналистов-фрилансеров, которых массово штрафовали за работу с иностранными СМИ.

## Давление со стороны властей
С 2002 года пресса и независимые СМИ и журналисты испытывают в Беларуси усиливающееся давление со стороны властей. В рейтинге «Репортеров без границ» страна со 144 места в 2004 году опустилась на 158 место в 2021. Членов БАЖ неоднократно задерживали и арестовывали при исполнении служебных обязанностей, у журналистов отнимали и разбивали технику, против них заводили административные и уголовные дела, вызывали на допросы в КГБ и прокуратуру. Только за 2017—2019 годы ассоциация зарегистрировала 1079 атак (с применением физических, юридических и экономических механизмов) на представителей СМИ.
13 января 2010 года БАЖ получила официальное предупреждение Министерства юстиции с претензиями к форме удостоверения ассоциации, которое «приводит к необоснованному присвоению членами данной организации полномочий журналистов», а также к тому, что на официальном сайте размещалась информация о работе Центра правовой защиты СМИ, что по мнению Минюста являлось присвоением функций, не предусмотренных Уставом организации. БАЖ запретили использовать слово «пресса» в удостоверениях сотрудников. По закону Беларуси, повторное предупреждение могло стать основанием для ликвидации организации. В декабре 2010 года, после продолжительного изучения ситуации, Венецианская комиссия Парламентской Ассамблеи Европы признала предупреждение Минюста нарушающими права на ассоциацию, получение информации принцип недискриминации, охраняемых Международным пактом о гражданских и политических правах и Конвенцией о защите прав и основных свобод.
В начале 2011 года семь членов БАЖ стали фигурантами уголовного «дела 19 декабря», возбуждённого после протестов, последовавших за президентскими выборами 2010 года. Сергей Возняк, Александр Федута, Павел Северинец и другие получили обвинения в организации массовых беспорядков. Фактически, журналистов судили за выполнение профессиональной деятельности: освещение массовых акций, вызванных недовольством многочисленными фальсификациями при выборах. Северинец был приговорён к 7 годам колонии усиленного режима.
В марте 2012 года шесть членов БАЖ — Жанна Литвина, Михаил Янчук, Андрей Дынько, Гарри Погоняйло, Валентин Стефанович и Александр Атрощенков были объявлены «невыездными» и не смогли вылететь из страны, направляясь в командировки. Президент Александр Лукашенко заявил, что ограничение является ответом на санкции ЕС, а 4 июля того же года он подписал указ об «Об упрощении порядка выезда из Республики Беларусь», которым наделил КГБ полномочиями включать в списки невыездных «состоящих на профилактическом учёте граждан». По данным СМИ, которые потом подтвердил Лукашенко, в список в 2012 году вошли свыше 100 правозащитников, оппозиционных политиков и журналистов. Позднее Министерство юстиции отрицало свою причастность к запрету на выезд и пообещало обратиться в МВД, чтобы с Литвиной и Янчука сняли ограничения, Погоняйло и Стефанович смогли через суд добиться отмены запрета. 18 мая 2012 года Жанна Литвина вновь была избрана председателем БАЖ. Александр Старикевич, Андрей Бастунец, Алина Суровец снова получили посты заместителей, к ним присоединилась шеф-редактор «Народной воли» Светлана Калинкина.
28 января 2023 года КГБ Беларуси внес БАЖ в список «экстремистских формирований».
17 мая 2024 года силовики приходили с ордером на обыск по месту прописки Бориса Горецкого. Против него заведено уголовное дело, по какой статье неизвестно.

## Ликвидация по решению Верховного суда Белоруссии
В дни после президентских выборов 2020, когда Лукашенко объявил о своей победе с 80,1 % голосов, и последовавших протестов по всей стране, БАЖ обращалась к властям с требованием прекратить блокировку доступа в Интернет и к сайтам СМИ, а также прекратить задержания журналистов и репортёров, которых массово задерживали на акциях протеста горожан. Осенью 2020 Андрей Бастунец входил в основной состав Координационного совета белорусской оппозиции. БАЖ выступала с поддержкой арестованным журналистам и требовала немедленного освобождения коллег.
Масштабная репрессивная кампания против независимых сми и негосударственных НКО была развёрнута режимом Лукашенко в 2021 году. По оценке правозащитников, такой волны преследования «инакомыслящих» в новейшей истории Беларуси ещё не случалось. 22 июля 2021 года на пресс-конференции Лукашенко прямо назвал ситуацию «зачисткой» страны от «НПО, НКО, бандитов и иностранных агентов». По данным правозащитного центра «Весна», к октябрю 2021 было ликвидировано 275 независимых организаций — правозащитных, экологических, образовательных, исследовательских, спортивных, благотворительных и т. п.
В мае 2021 БАЖ вместе с «Репортёрами без границ» подготовила доклад, где назвала Беларусь самой опасной для журналистов страной Европы в 2020 году. По сведениям БАЖ, за год после протестов 2020-го были задержаны как минимум 516 журналистов, в 65 случаях силовики применяли к ним насилие, прошло несколько десятков обысков в офисах изданий и домах сотрудников, выписано свыше 100 административных арестов, на более чем 50 представителей медиа завели уголовные дела.
16 февраля 2021 года милиция провела серию обысков и задержаний журналистов и правозащитников, которую Жанна Литвина охарактеризовала как «облаву» и «беззаконие». В то утро задержали Андрея Бастунца, ещё нескольких членов и журналистов-фрилансеров при обысках их домов и офиса БАЖ. Милиция также конфисковала смартфоны, компьютеры, деньги и файлы с личной информацией о членах БАЖ. Комитет защиты журналистов и Международная федерация журналистов осудили аресты. Три дня спустя США ввели санкции в отношении 43 белорусских чиновников за подрыв демократии в стране, в том числе и за рейд на БАЖ.
9 июня Министерство юстиции Беларуси начало проверку деятельности БАЖ, о чём ассоциация узнала только 21 июня из письма, в котором министерство потребовало предоставить несколько тысяч документов о деятельности БАЖ: все входящие и исходящие письма за 3,5 года, финансовую отчётность, заявления на вступление, протоколы заседаний, списки участников и т. п. БАЖ предоставил все документы, за исключением изъятых Следственным комитетом во время февральских обысков.
14 июля Следственный комитет провёл новый обыск в офисе БАЖ, силовики выломали двери, изъяли технику и сейф. После обыска помещение опечатали и заблокировали к нему доступ. 15 июля БАЖ получило предупреждение от Минюста с претензией, что ассоциация не предоставила запрошенные документы и потребовало передать их до 16 июля. Сотрудники БАЖ проинформировали ведомство, что доступ в их офис заблокирован и они не имеют физической возможности передать документы, кроме того, они даже не обладают сведениями, что именно было изъято из офиса. 20 июля все счета ассоциации были заморожены. 21 июля Минюст подал в Верховный суд иск о ликвидации БАЖ. Организация «Репортеры без границ» направила обращение в Верховный суд Беларуси, оспаривая ходатайство Минюста.
27 августа Верховный суд Беларуси решением судьи Инессы Лозовиковой удовлетворил иск Минюста о ликвидации БАЖ. Доводы представителя ассоциации суд счёл «несостоятельными» и заявил, что тот «неправильно понимает закон». Евросоюз выступил с решительным осуждением решения суда, охарактеризовав закрытие ассоциации как очередной этап «систематических и продолжающихся репрессий против всех независимых голосов в стране». Депутат Госдумы РФ, замглавы комитета по делам СНГ Константин Затулин также осудил закрытие БАЖ и назвал методы Минска репрессивными. Генеральный секретарь Европейской федерации журналистов Рикардо Гутьеррес выступил с поддержкой БАЖ и пообещал помогать ассоциации продолжать свою работу даже в условиях лишения юридического статуса. В свою очередь, Андрей Бастунец заявил, что БАЖ продолжит свою работу «всеми законным способами, независимо от решения судов».
В октябре 2021 года «Репортеры без границ» номинировали БАЖ на премию Press Freedom Awards 2021 в категории «Влияние».

## Статус экстремистского формирования
28 февраля 2023 года КГБ объявил БАЖ «экстремистским формированием». Участие в экстремистском формировании является уголовным преступлением по белорусским законам.

## Сотрудники
В структуре БАЖ выделяются Правление, Совет от региональных и минского филиалов, Контрольно-ревизионная комиссия и Комиссия по этике. Среди них:
- Жанна Литвина — председатель с момента основания и до 25 апреля 2015 года;
- Андрей Бастунец — председатель с 25 апреля 2015 года[95];
- Борис Горецкий — пресс-секретарь в 2012—2019 гг., заместитель председателя с 2018;
- Андрей Александров — заместитель председателя с 2009 по 2012, журналист и репортёр, в 2021 году обвинён в государственной измене с наказанием в виде тюремного заключения от 7 до 15 лет[96];
- Александр Старикевич — заместитель председателя с 2015;
- Светлана Калинкина — заместитель председателя до 2018, шеф-редактор газеты «Народная Воля»;
- Михаил Янчук — заместитель председателя с 2015 до 2018;
- Олег Агеев — заместитель председателя с 2018[97];
- Алина Суровец — заместитель председателя с 2011;
- Павел Северинец — член совета БАЖ[98][99].

В 2018 году в Правление вошли Антон Суряпин (создатель Belarusian News Photos), Юрий Карманов (Associated Press), Марина Загорская(медиатренер, zautra.by), Жанна Литвина, Зоя Хруцкая (заведующий отделом информации «Региональной газеты»), Владимир Янукевич (главред Intex-press), Ирина Виданова и Юлия Слуцкая (основатель Press Club Беларусь).

## Награды и премии
- Премия «Золотое перо свободы[англ.]» (2003)[106];
- Премия «За свободу мысли» имени Андрея Сахарова (2004)[107];
- Премия Свободы Атлантического совета (2011)[108];
- Премия Фонда имени Фридриха Эберта (2008)[109];
- Премия Канады и Великобритании за свободу СМИ (2020)[110];
- Премия имени Герда Буцериуса «Свободная пресса Восточной Европы» (2021)[111];
- Всемирная премия ЮНЕСКО за вклад в дело свободы печати имени Гильермо Кано (2022)[112].